# Joseph Mazur

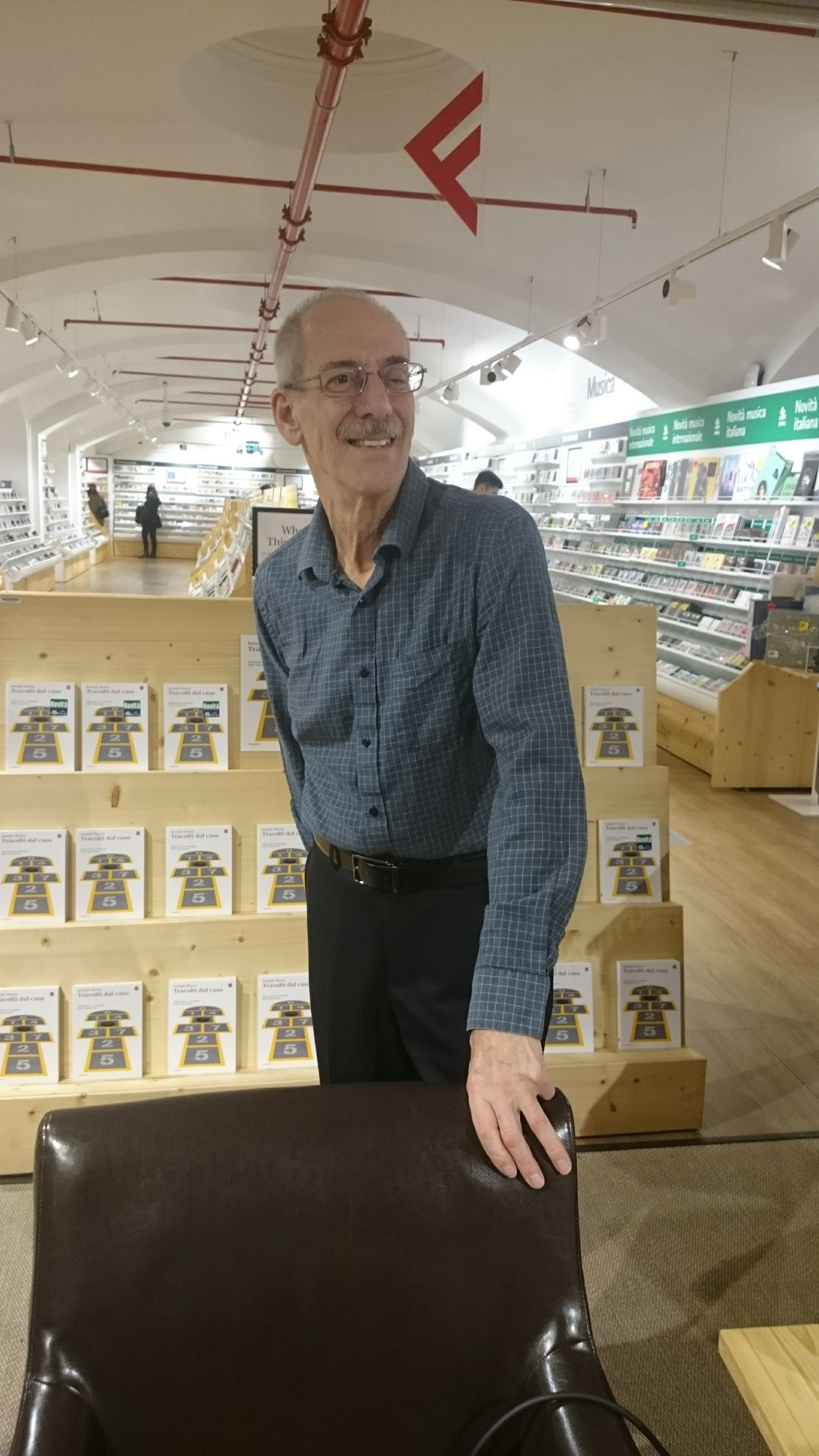
Joseph Mazur al lancio della traduzione italiana del suo libro Fluke, Milano, ottobre 2017

Joseph Mazur (New York, 1942) è un matematico e saggista statunitense, prevalentemente interessato alla storia della matematica.

## Biografia
Dopo una prima laurea (BA) in architettura conseguita al Pratt Institute di New York, si reca in Francia, dove studia matematica a Parigi sotto la guida di Claude Chevalley e Roger Godement, quindi, ritornato a New York, consegue una seconda laurea (MS) in matematica nel 1967 sempre al Pratt Institute. Conseguito il dottorato di ricerca in matematica al MIT nel 1972, vi rimane per alcuni anni come visiting scholar in geometria algebrica, quindi trascorre dei periodi di studio e di ricerca all'Università di Warwick. Dal 1972, insegna matematica al Marlboro College nel Vermont, di cui oggi è professore emerito.
Prevalentemente interessato alla storia della matematica, con attenzione pure ai suoi aspetti didattici e filosofici, nonché alla storia della scienza, ha pubblicato alcuni notevoli saggi in questi ambiti, che gli hanno fruttato diversi premi e riconoscimenti internazionali.
È fratello del matematico Barry Mazur.

## Alcune opere
- Achille e la tartaruga. Il paradosso del moto da Zenone a Einstein, Il Saggiatore, Milano, 2008. ISBN 9788856503272
- Storia dei simboli matematici. Il potere dei numeri da Babilonia a Leibniz, Il Saggiatore, Milano, 2015. ISBN 9788842820925
- Travolti dal caso. Matematica e mitologie delle coincidenze, Il Saggiatore, Milano, 2017. ISBN 9788842823674
- The Clock Mirage: Our Myth of Measured Time, Yale University Press, 2020. ISBN 0-300-22932-1